# Austrophorocera gilpiniae
Austrophorocera gilpiniae är en tvåvingeart som först beskrevs av Louis-Paul Mesnil 1971.  Austrophorocera gilpiniae ingår i släktet Austrophorocera och familjen parasitflugor.
Artens utbredningsområde är Pakistan. Inga underarter finns listade i Catalogue of Life.